# Xystrota vitticostata
Xystrota vitticostata là một loài bướm đêm trong họ Geometridae.